# Landkreis Teltow-Fläming
Landkreis Teltow-Fläming is een Landkreis in de Duitse deelstaat Brandenburg. De Landkreis telt 171.554 inwoners (31 december 2020) op een oppervlakte van 2.092,08 km². Kreisstadt is Luckenwalde.
De stad Teltow ligt niet, zoals wellicht te verwachten, in dit district.

## Steden
De volgende steden liggen in Teltow Fläming:
- Baruth (Mark)
- Dahme (Mark)
- Jüterbog
- Luckenwalde
- Ludwigsfelde
- Trebbin
- Zossen

## Gemeenten
| Amtsvrije gemeenten - Am Mellensee (6.700) - Blankenfelde-Mahlow (24.433) - Großbeeren (7.062) - Niedergörsdorf (6.818) - Nuthe-Urstromtal (7.113) - Rangsdorf (9.588) | Amt met gemeenten 1. Dahme/Mark (7.085) 1. Dahme/Mark (Stad) (5.742) 2. Dahmetal (535) 3. Ihlow (808) 4. Niederer Fläming (3.531) |

Barnim · Brandenburg an der Havel · Cottbus · Dahme-Spreewald · Elbe-Elster · Frankfurt (Oder) · Havelland · Märkisch Oderland · Oberhavel · Oberspreewald-Lausitz · Oder-Spree · Ostprignitz-Ruppin · Potsdam · Potsdam-Mittelmark · Prignitz · Spree-Neiße · Teltow-Fläming · Uckermark